# 聖喬治教堂 (都柏林)
聖喬治教堂（St. George's Church）是愛爾蘭都柏林的一座前教區教堂，設計者是弗朗西斯·約翰斯通，這座教堂也被認為是他的代表作之一。教堂位於市中心北部的 Hardwicke Place。教堂的尖塔高200英尺（61.0），是市區北部的地標之一。聖喬治教堂創建於1802年。

## 外部連結
- Irish Architecture site with images （页面存档备份，存于）

53°21′26″N 6°15′46″W / 53.357279°N 6.262873°W